# Piana di Gela
La Piana di Gela è una pianura alluvionale della Sicilia, che con i suoi 250 km² di estensione, rappresenta la seconda della regione. Essa prende il nome dalla città di Gela, antica colonia greca famosa come "Granaio di Roma" e anticamente veniva indicata con l'appellativo di "Campi Geloi" (Virgilio, Eneide). Importantissima è la coltivazione del grano, dei carciofi e la produzione di ortaggi nella "fascia trasformata" tra Vittoria, Niscemi e Licata.

## Geografia
La piana di Gela si è formata con l'accumulo dei depositi alluvionali del fiume Gela, del fiume Dirillo e dei loro affluenti. È circondata da una "corona" di colline.

### Aree naturali
Nella piana di Gela insistono ben tre riserve naturali regionali (Biviere di Gela, Sughereta di Niscemi, Bosco di Santo Pietro e la foce del fiume Ippari) e diverse aree boschive (nei territori dei comuni di Caltagirone, Butera, Mazzarino e Niscemi). A livello privato, riveste notevole interesse l'area naturale Geloi Wetland.

### Corsi d'acqua e bacini
I fiumi che attraversano la piana di Gela sono tre: il Gela, il Dirillo e l'Ippari. Altri corsi sono o affluenti dei precedenti o corsi d'acqua a regime torrentizio (Comunelli, Rabbito, Gattano, Maroglio, Cimia, Valletorta Monacella, eccetera). 
L'unico lago naturale della piana è il Biviere di Gela. Numerosi altri bacini artificiali, di grandi dimensioni, sono stati realizzati per gli usi agricoli e civili (Lago Disueri, Lago Comunelli, Cimia e Gibbesi).

### Centri abitati
Sulla costa sorge la città di Gela, centro urbano di medie dimensioni che si sviluppa in parte su una bassa collina costiera e in parte sulla circostante pianura alluvionale. Altri due centri di medie dimensioni sono Vittoria, interamente in pianura, e Comiso ai piedi dell'altopiano ibleo. In cima a colline a forte pendenza sorgono altresì i centri urbani di Caltagirone, Niscemi, Riesi e Mazzarino, ad ovest della pianura di Gela si trova Licata, infine un altro centro abitato è Piazza Armerina che sorge nell'entroterra del Golfo di Gela, su un'altura dei monti Erei.

## Coltivazioni agricole

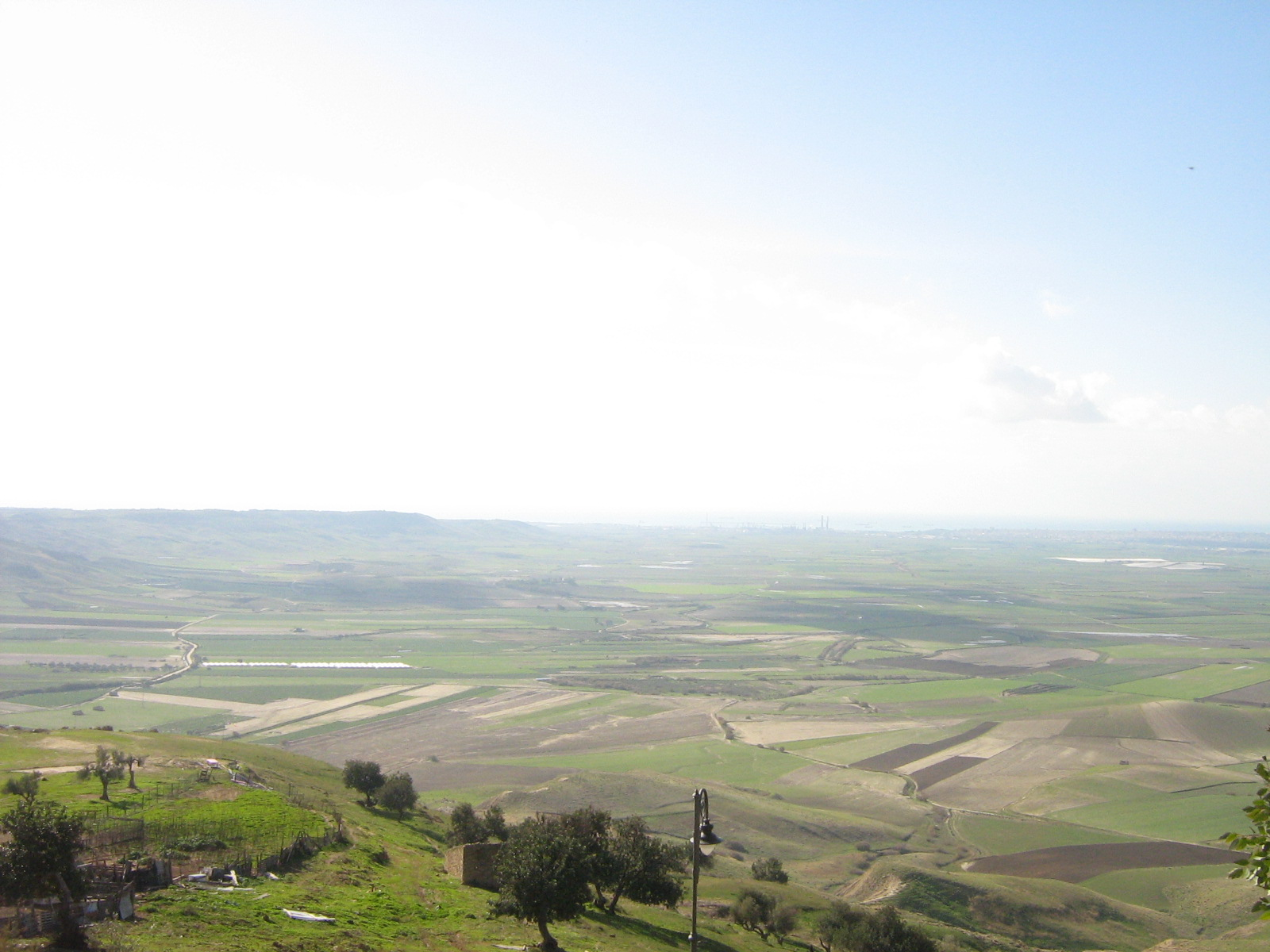
Vista della piana da Niscemi

È una delle zone agricole più importanti della Sicilia. Nel secolo scorso è stata introdotta su larga scala la coltivazione del cotone che è stata progressivamente abbandonata negli ultimi decenni a causa della sua bassa redditività economica.
La coltura prevalente nell'area è oggi quella, a seminativo, del grano, dei legumi e dei cereali; importante è quella dei carciofi (quasi metà della produzione regionale) e dei finocchi. Da secoli inoltre è coltivato l'ulivo. 
Molto importante è anche la presenza della vite, con un'eccellente produzione vitivinicola (zone di Riesi, Butera, Vittoria, Caltagirone e Gela) che annovera vini con riconoscimenti D.O.C.G (Cerasuolo di Vittoria) e diverse D.O.C. 
Nella zona orientale è sviluppata molto la coltura in serra, in cui si coltivano maggiormente pomodoro, zucchine, melanzane e peperoni. Negli ultimi dieci anni nella zona di Acate si è pure sviluppata la produzione florovivaistica.

### Commercializzazione
La commercializzazione dei prodotti agricoli, che sino alla prima metà dello scorso secolo si serviva del porto caricatore di Gela, oggi avviene attraverso i mercati ortofrutticoli di Vittoria (il più importante del Sud Italia), Gela, Niscemi e Mazzarrone. 
Sono presenti aziende e cooperative di confezionamento e vendita dei prodotti finiti (sul mercato nazionale ed internazionale) nei territori di Vittoria, Acate, Gela, Caltagirone e Niscemi.

## Storia
La piana di Gela è nota sin dall'antichità. Numerosissimi sono gli storici antichi che la citano come una delle zone più fertili, ricche di verde e selvaggina. Uno di questi è Virgilio che nella sua Eneide, nel ricordare la grandezza della arcinota città greca di Gela, cita i Campi Geloi (ossia Campi di Gela) attraversati dal vorticoso fiume omonimo. In età antica la piana doveva essere ricoperta da vastissimi boschi attraversati da corsi d'acqua ricchi del prezioso liquido durante tutto l'anno. Nell'epitaffio della tomba (scomparsa) del tragediografo Eschilo, vissuto e morto a Gela nel V secolo a.C., si cita Gela come "ricca di messi" (ossia di grano). La piana di Gela, infatti, risulta come una delle zone di maggiore produzione di grano in Sicilia sin dall'antichità. 

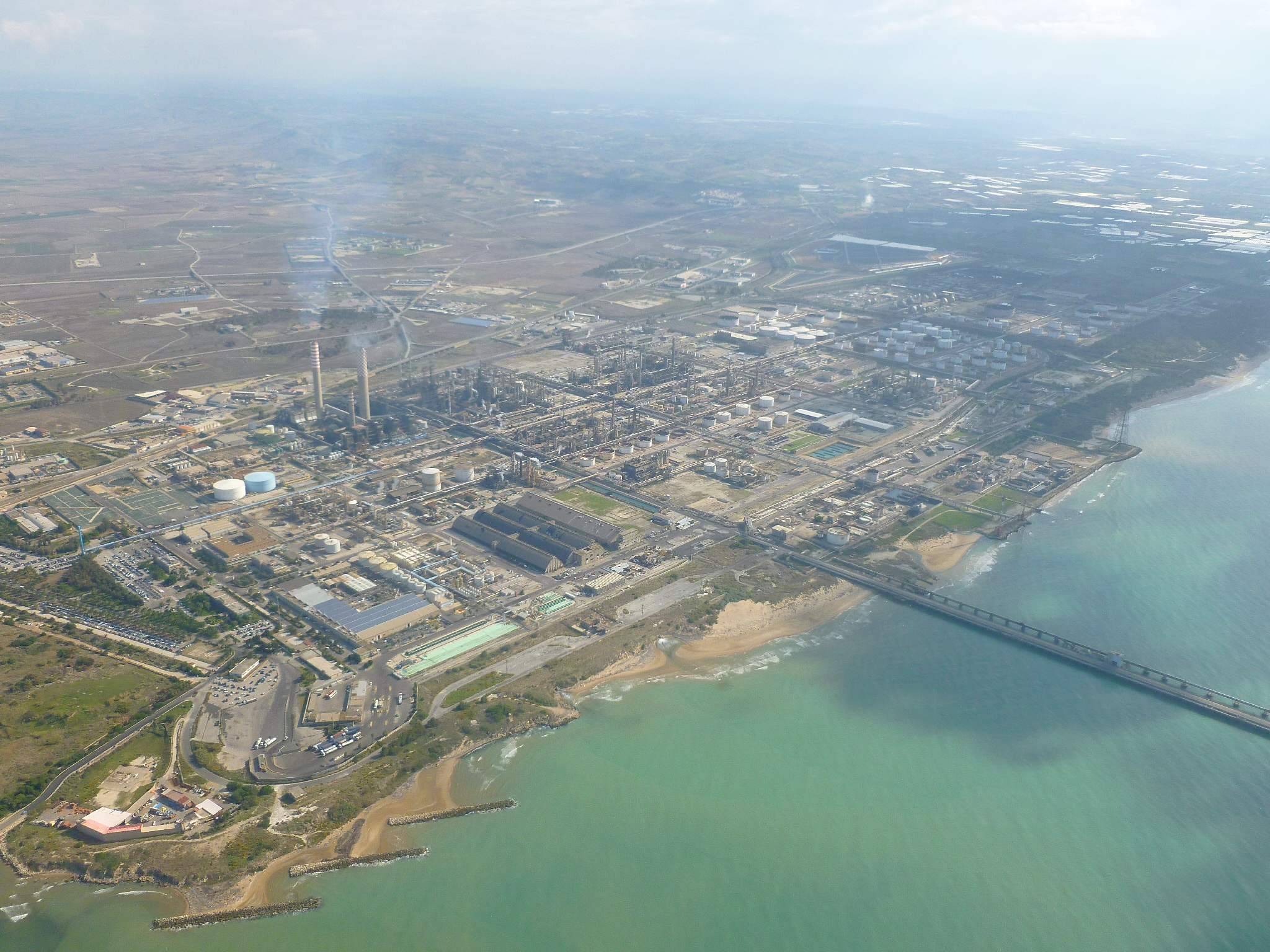
La raffineria vista dall'alto

In età araba venne introdotta la coltivazione della soda, del cotone, della vite e di altri alberi da frutta; nel contempo si migliorarono le tecniche di coltivazione e il sistema di approvvigionamento idrico al quale si diede un grande contributo, successivamente, con la realizzazione, nel XVI secolo, della prima diga (o "presa" d'acqua) della Sicilia a Grotticcelle nel gelese. La commercializzazione dei prodotti agricoli avveniva sfruttando il porto caricatore di Terranova.
A partire dagli anni settanta dello scorso secolo si è assistito a una serie di grandi investimenti per lo sviluppo di un'agricoltura intensiva in serra nella zona sud-orientale della piana (territori di Vittoria, Acate, Santa Croce Camerina, Gela e Niscemi).
Sino alla prima metà del XX secolo la parte meridionale della piana risultava caratterizzata dalla presenza di acquitrini stagnosi fonti di malattie malariche, poi bonificati in età fascista, quando si provvide anche al rimboschimento della fascia costiera ad est della città di Gela. Nella piana di Gela si trova la zona industriale con la Raffineria dell'Eni costruita negli anni sessanta.
Dal 2017, tra le contrade Scomunicata e Sabuci (territorio di Gela), è attivo il progetto Geloi Wetland della Fondazione Stiftung Pro Artenvielfalt che ha come obiettivo l'istituzione di un parco nazionale, presidio di legalità e modello virtuoso di lotta alla desertificazione, puntando alla possibilità di costruire un futuro economico ed ecologico alternativo a quello industriale. 

## Infrastrutture e trasporti
La piana di Gela è attraversata da una discretamente articolata rete di comunicazioni. 
Per quanto riguarda le strade di grande comunicazione: dalla SS 115 Siracusa-Trapani che attraversa il centro urbano di Gela; dalla SS 117 bis che collega Gela alle città di Catania, Caltagirone, Piazza Armerina ed Enna; dalla SS 190 che collega Gela a Mazzarino e Canicattì; dalla SS 626 che collega la Piana con Caltanissetta e Palermo. Molto estesa la rete delle strade provinciali che collegano tra loro tutti i centri urbani e questi con le contrade agricole; le più trafficate risultano la SP Gela-Butera, la SP Niscemi-Caltagirone e la SP Gela-Niscemi.
Per quanto riguarda i collegamenti ferroviari la piana di Gela è attraversata dalla linea ferroviaria Siracusa-Canicattì e dalla linea Gela-Caltagirone-Lentini diramazione-Catania che vedono nella Stazione di Gela, di Vittoria e quella di Caltagirone le principali fermate.